# Tomador (Derecho)
El término tomador, en Derecho, es la denominación de la persona que contrata un seguro, por cuenta propia o ajena; del mismo modo, es la persona a nombre de quien se gira una letra de cambio (y otros títulos valor) (véase pagaré).[cita requerida]
El tomador se denomina, también, asegurado o contratante cuando toma un seguro por cuenta propia, y es al mismo tiempo, el beneficiario de la misma en caso de siniestro. Por ejemplo, en seguros de automotores, el asegurado, tomador, o contratante, es quien contrata la póliza y quien recibe la indemnización en caso de daños en su vehículo por siniestro.[cita requerida]
Cuando se contrata un seguro por cuenta ajena o en favor de un tercero, el tomador o contratante es quien suscribe la póliza y el asegurado, el beneficiario de la misma. Por ejemplo, en seguros de accidentes personales, el tomador o contratante suscribe la póliza para asegurar los daños que pudiera sufrir un tercero, el asegurado, quien será el beneficiario de la indemnización en caso de accidente.[cita requerida]
- Datos: Q6148307